# بافل بومبرلا
بافل بومبرلا (بالتشيكية: Pavel Pumprla)‏ مواليد 13 يونيو 1986 في تشيكوسلوفاكيا، هو لاعب كرة سلة تشيكي. بدأ مسيرته الاحترافية في سنة 2005. يلعب مع نادي نيمبورك لكرة السلة. يبلغ طوله 6 قدم 6 بوصة (2.0 م).

## المسيرة الاحترافية
لعب مع نادي نيمبورك لكرة السلة من سنة 2009 إلى 2012، ثم لعب مع أوبرادويرو لكرة السلة في الدوري الإسباني من سنة 2012 إلى 2015، ثم لعب مع سبيرو شارلوروا في موسم 2015–2016، ثم لعب مع سي بي إستوديانتس في الدوري الإسباني في سنة 2016، ثم لعب مع نادي نيمبورك لكرة السلة في سنة 2016.

## روابط خارجية
- بافل بومبرلا على موقع الاتحاد الدولي لكرة السلة (الإنجليزية)
- بافل بومبرلا على موقع الدوري الإسباني لكرة السلة (الإسبانية)
- بافل بومبرلا على موقع كرة السلة الأوروبية.كوم (الإنجليزية)
- بافل بومبرلا على موقع ريلجم (الإنجليزية)
- بافل بومبرلا على موقع بروبوليرز (الإنجليزية)
- بافل بومبرلا على موقع سبورتس رفرنس (الإنجليزية)